# Verwaltungsgemeinschaft Elbaue-Fläming
In de voormalige Verwaltungsgemeinschaft Elbaue-Fläming, gelegen in het district Wittenberg, werkten 18 gemeenten gezamenlijk aan de afwikkeling van hun gemeentelijke taken.

## Geschiedenis
De Verwaltungsgemeinschaft Saaletal ontstond op 1 januari 2005 door de fusie van de Verwaltungsgemeinschaft Zahna, Verwaltungsgemeinschaft Mühlengrund, Verwaltungsgemeinschaft Elster-Seyda-Klöden en Boßdorf, Mochau en Straach uit de Verwaltungsgemeinschaft Südfläming.

Bij oprichting bestond de Verwaltungsgemeinschaft daarmee uit de gemeenten Abtsdorf, Boßdorf, Bülzig, Elster (Elbe), Gadegast, Klöden, Kropstädt, Leetza, Listerfehrda, Mochau, Mühlanger, Naundorf bei Seyda, Schützberg, Straach, Zahna, Zemnick en Zörnigall.
Op 1-7-2008 werd Bülzig geannexeerd door de stad Zahna. Op 1-1-2009 werden Abtsdorf en Mochau geannexeerd door de stad Wittenberg evenals Boßdorf, Kropstädt en Straach op 1-1-2010. Op 1-1-2010 werden eveneens Naundorf bei Seyda geannexeerd door de stad Jessen (Elster) gevolgd door Klöden en Schützberg op 1-1-2011. De resterende gemeenten zijn per 1-1-2011 gefuseerd tot de nieuwe eenheidsgemeente Zahna-Elster en de Verwaltungsgemeinschaft Elbaue-Fläming opgeheven.